# 우르의 게임

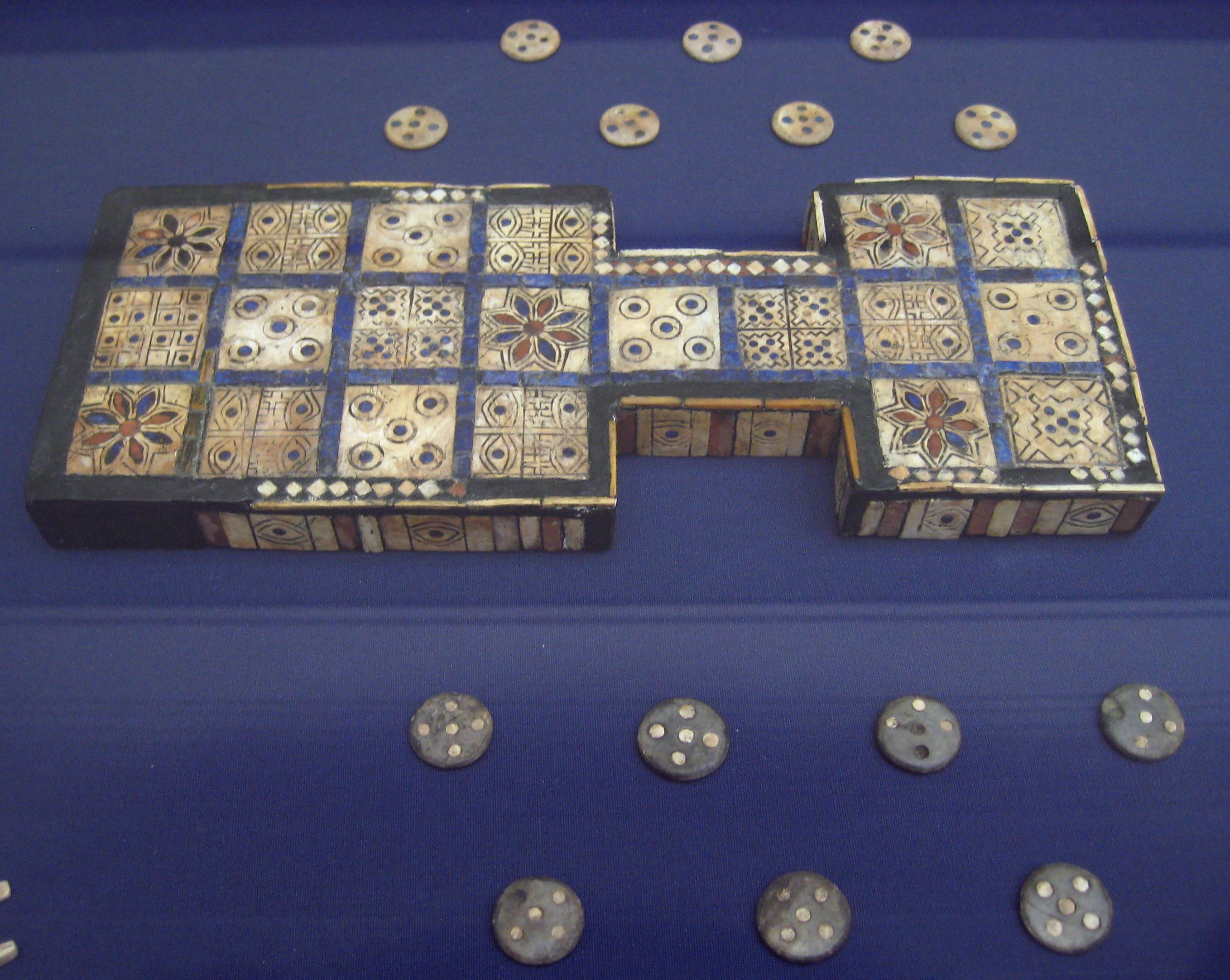
현재 대영박물관에 보존되는 우르의 왕릉의 레너드 울리 경이 발견한 5개의 게임보드 중 하나

우르의 게임, 우르왕의 게임, 우르왕조의 게임(Royal Game of Ur)은 기원전 3000년 초 고대 메소포타미아에서 처음 플레이된 테이블 계열의 2인용 전략 경주 보드 게임이다. 이 게임은 중동 전역의 모든 사회 계층에게 인기가 있었고, 이 게임을 플레이하기 위한 보드는 크레타와 스리랑카처럼 메소포타미아에서 멀리 떨어진 곳에서도 발견되었다. 대영 박물관이 보유한 한 판의 날짜는 2600년 경 ~ 기원전 2400년경으로, 세계에서 가장 오래된 게임 보드 중 하나이다.
우르의 게임은 때때로 이 게임과 매우 유사한 또 다른 고대 게임인 20개의 사각형 게임과 동일시된다.
인기가 절정에 달했을 때 게임은 영적인 중요성을 얻었으며 게임 내 이벤트는 플레이어의 미래를 반영하고 신이나 기타 초자연적 존재의 메시지를 전달한다고 믿었다. 우르의 게임은 고대 후반까지 인기를 끌다가 플레이가 중단되거나 테이블 게임 형태로 발전하거나 대체될 가능성이 있다. 이 곡은 이스라엘로 이주하기 시작한 1950년대까지 '아샤'(Asha)라는 버전을 계속 연주했던 인도 도시 고치의 유대인 인구를 제외하고는 모든 곳에서 잊혀졌다.
우르의 게임(Game of Ur)이라는 이름은 영국의 고고학자 레너드 울리(Leonard Woolley) 경이 1922년부터 1934년까지 우르(Ur) 왕립 묘지를 발굴하는 동안 처음 재발견했기 때문에 붙여진 이름이다. 이후 중동 전역의 다른 고고학자들이 이 게임의 사본을 발견했다. 서기 잇-마르둑-발라투(Itti-Marduk-balāṭu)가 쓴 바빌로니아 점토판에는 기원전 2세기에 진행된 우르의 게임의 규칙에 대한 설형문자 부분 설명이 보존되어 있다.
대영 박물관 큐레이터 어빙 핀켈(Irving Finkel)은 이 태블릿과 게임판의 모양을 기반으로 게임이 진행되었을 수 있는 기본 규칙을 재구성했다. 게임의 목적은 보드의 코스를 달리며 상대보다 먼저 자신의 말을 모두 가져가는 것이다. 현대 주사위 놀이와 마찬가지로 이 게임은 전략과 행운의 요소를 결합한다.